# Gbenga Akinnagbe
Gbenga Akinnagbe (Washington D.C., 12 december 1978) is een Amerikaans acteur, filmproducent, scenarioschrijver en freelanceschrijver.

## Biografie
Akinnagbe werd geboren in Washington D.C. bij Nigeriaanse ouders en groeide op in Silver Spring in een gezin van zes kinderen. Hij heeft de high school doorlopen aan de Colonel Zadok A. Magruder High School in Rockville (Maryland). Hierna ging hij met een beurs studeren aan de Bucknell University in Lewisburg (Pennsylvania) waar hij afstudeerde in politicologie en Engels.
Akinnagbe is een neef van rapper Wale. Naast het spreken van Engels spreekt hij ook vloeiend Spaans. Naast het acteren is hij ook actief als freelanceschrijver voor The New York Times.

## Filmografie

### Films
Uitgezonderd korte films.
- 2024 Genius - als Earl Little
- 2024 Rob Peace - als Carl Robertson
- 2023 Fast Charlie - als bedelaar
- 2023 Asphalt City - als Verdis
- 2022 Sleep No More - als Roman
- 2021 Merry Wives - als mr. Nduka Ford
- 2021 Passing - als Dave
- 2020 16 Bars - als Deacon
- 2019 The Sun Is Also a Star - als Samuel Kingsley
- 2019 DC NOIR - als rechercheur Mitch Brooks
- 2019 Goldie - als Richard
- 2018 All the Devil's Men - als Samuelson
- 2018 Egg - als Wayne
- 2017 Heart, Baby - als George
- 2017 Mindhack:#savetheworld - als Sun Moon
- 2017 Detroit - als Aubrey Pollard sr.
- 2017 Crown Heights - als Sampson
- 2016 Independence Day: Resurgence - als Matthew Travis
- 2014 Mall - als Michel
- 2014 Fort Bliss - als sergeant Butcher
- 2013 Home – als Jack Hall
- 2013 Fort Bliss – als sergeant Butcher
- 2013 Mall – als Michel
- 2013 The Funtime Gang – als gevangene
- 2013 Render to Caesar – als Dipo
- 2013 Big Words – als James
- 2012 Overnight – als TMJ
- 2011 Red & Blue Marbles – als Cabal
- 2010 Lottery Ticket – als Lorenzo
- 2010 Edge of Darkness – als detective Darcy Jones
- 2010 The Somnambulist – als Alex Chandler
- 2009 The Taking of Pelham 123 – als Wallace
- 2009 Maggie Hill – als Elliot Springer
- 2007 The Savages – als Jimmy

### Televisieseries
Uitgezonderd eenmalige gastrollen.
- 2023 Power Book II: Ghost - als Ron Samuel Jenkins - 5 afl.
- 2021-2023 Wu-Tang: An American Saga - als Mook - 4 afl.
- 2022 The Old Man - als Julian Carson - 6 afl.
- 2017 - 2018 The Deuce - als Larry Brown - 17 afl.
- 2015 - 2016 Limitless - als Quentin Walker - 2 afl.
- 2015 The Following - als Tom - 11 afl.
- 2010 – 2015 The Good Wife – als pastoor Isaiah Easton – 7 afl.
- 2014 24: Live Another Day - als Erik Ritter - 11 afl.
- 2012 – 2012 Law & Order: Special Victims Unit – als priester Biobaku – 2 afl.
- 2012 Damages – als Walid Cooper – 4 afl.
- 2011 – 2012 Nurse Jackie – als Kelly Slater – 8 afl.
- 2011 A Gifted Man – als Dr. Leo Baxter – 2 afl.
- 2002 – 2008 The Wire – als Chris Partlow – 30 afl.
- 2006 Conviction – als Calvin Wade / Gary Wade - 2 afl.
- 2005 Barbershop – als Yinka – 10 afl.

### Filmproducent
- 2015 Knucklehead - film
- 2013 Sweet, Sweet Country - korte film
- 2013 Home – film
- 2013 Sweet, Sweet Country – korte film
- 2013 Children of the Wind – documentaire
- 2013 Newlyweeds – film

### Scenarioschrijver
- 2012 The Unknown – televisieserie – 1 afl.

- Library of Congress Control Number: no2008072864
- Nationale Bibliotheek van Israël: 987007317305205171
- Système universitaire de documentation: 225645599
- Virtual International Authority File: 9084152637839220220009